# Bellusco
Bellusco – miejscowość i gmina we Włoszech, w regionie Lombardia, w prowincji Monza i Brianza.
Według danych na rok 2004 gminę zamieszkiwało 6070 osób, 1011,7 os./km².